# Шнайдер, Антон Иоганнович
Антон Иоганн Шнайдер (нем. Anton Schneider; 26 марта 1798 год, Мариенталь, Саратовская губерния — 13 августа 1867 год, Мариенталь Новоузенский уезд, Самарская губерния) — писатель, один их основоположников литературы немцев Поволжья Российской империи.

## Биография
Антон Шнайдер родился 26 марта (6 апреля) 1798 года в колонии Мариенталь (ныне посёлок Советское Саратовской области) в католической семье поволжских немцев-колонистов. Его дед Лоренц Шнайдер (1748—1788), родом из Лотарингии, остался сиротой до прибытия в Поволжье, так как его отец Каспар Шнайдер умер по дороге в Россию.
Отец Антона — Иоганнес Шнайдер (1770—1814), мать — Мария Катарина Хильд (скончалась около 1814 года). Антон окончил местную церковно-приходскую школу, где преподавание велось на готическом шрифте. Увлекался историей и богословским учением. В пятнадцатилетнем возрасте осиротел, потеряв отца, мать и единственную сестру. В шестнадцатилетнем возрасте Шнайдер женился на Марии Анне Вольф (1798—1865). После смерти родителей он продолжил вместе с супругой вести крестьянское хозяйство.
В 1819 году Антон Шнайдер продаёт хозяйство и становится учителем в местной церковно-приходской школе. В те времена школа была прерогативой церкви, и из наиболее достойных колонистов священник прихода предлагал общине фамилию учителя, чью кандидатуру утверждали на сходе колонистов. Проработав в качестве педагога 25 лет, он в 1844 году возвращается к ведению крестьянского хозяйства. Преподавательскую деятельность в церковно-приходской школе продолжил его сын Яков Шнайдер (1820—1862).
Во время путешествия по России будущего Императора Всероссийского Александра II Антон Шнайдер был свидетелем его посещения поволжских колоний в 1837 году. В 1851 году жители Мариенталя избрали Шнайдера своим доверенным лицом для участия в торжествах по поводу открытия памятника Екатерине II в Екатериненштадте.
В браке с Марией Анной Вольф у Антона Шнайдера было 11 детей (6 дочерей и 5 сыновей).
Антон Иоганн Шнайдер скончался 13 (25) августа 1867 года и был похоронен в семейном склепе в селе Мариенталь, но до нашего времени надгробье и могила не сохранились.

## Труды
1. Книга «Aus der Geschichte der Kolonie Mariental an der Wolga» — 1999 г., г. Гёттинген[8][9]
2. Книга «Мариенталь XVIII—XIX Немецкое Поволжье»
3. Gesangbuch (сборник псалмов)
4. Сельхозкалендари